# Segunda Divisão Espanhola de 2022–23
A Segunda Divisão Espanhola de 2022–23, também conhecida por motivos publicitários como La Liga Smartbank, foi a 92.ª edição do segundo nível do campeonato espanhol. temporada iniciou em 12 de agosto de 2022 e terminou em 28 de maio de 2023.

## Sistema de competição
A Segunda Divisão da Espanha é organizada pela Liga Nacional de Fútbol Profesional (LFP).
O campeonato é composto por uma equipe de 22 clubes em toda a Espanha. Seguindo um sistema de pontos corridos, as 22 equipes se confrontam em um formato de todos contra todos em jogos de ida e volta totalizando 42 partidas. A ordem dos jogos é decidida por sorteio antes do início da competição.
A classificação final é estabelecida de acordo com a soma dos pontos ganhos em cada confronto, três para uma vitória, um por um empate e nenhum em caso de derrota. Se duas equipes se igualarem em pontos no final do campeonato, os critérios para desempatar a classificação são os seguintes:
1. Saldo de gols no confronto direto.
2. Saldo de gols em todas as partidas do campeonato.

Se três ou mais equipes estiverem empatadas em pontos, os critérios de desempate são:
1. Melhor pontuação no confronto direto entre os clubes envolvidos.
2. Saldo de gols no confronto direto entre os clubes envolvidos.
3. Saldo de gols em todas as partidas do campeonato.
4. O maior número de gols marcados considerando todos os jogos do campeonato.
5. O melhor clube classificado nos escalas de fair play.

## Equipes

### Mudanças de times
| Promovido da Primera División de 2021–22       | Rebaixado da La Liga de 2021–22 | Promovido para La Liga de 2022–23 | Rebaixado para Primera Federación de 2022–23    |
| ---------------------------------------------- | ------------------------------- | --------------------------------- | ----------------------------------------------- |
| Racing Santander Andorra Albacete Villarreal B | Alavés Granada Levante          | Almería Valladolid Girona         | Alcorcón Fuenlabrada Amorebieta Real Sociedad B |

### Clubes e estádios
| Time             | Localização                | Estádio                                               | Capacidade   |
| ---------------- | -------------------------- | ----------------------------------------------------- | ------------ |
| Alavés           | Vitoria-Gasteiz            | Mendizorrotza                                         | 19,840       |
| Albacete         | Albacete                   | Carlos Belmonte                                       | 17 524       |
| Andorra          | Andorra la Vella           | Estadi Nacional                                       | 3,306        |
| Burgos           | Burgos                     | El Plantío                                            | 12 194       |
| Cartagena        | Cartagena                  | Cartagonova                                           | 15 105       |
| Eibar            | Eibar                      | Ipurua                                                | 8 164        |
| Granada          | Granada                    | Nuevo Los Cármenes                                    | 19 336       |
| Huesca           | Huesca                     | El Alcoraz                                            | 9 100        |
| Ibiza            | Ibiza                      | Can Misses                                            | 6 000        |
| Las Palmas       | Las Palmas de Gran Canaria | Gran Canaria                                          | 31 250       |
| Leganés          | Leganés                    | Butarque                                              | 12 450       |
| Levante          | Valencia                   | Ciutat de València                                    | 26 354       |
| Lugo             | Lugo                       | Anxo Carro                                            | 7 070        |
| Málaga           | Málaga                     | La Rosaleda                                           | 30 044       |
| Mirandés         | Miranda de Ebro            | Anduva                                                | 5 759        |
| Oviedo           | Oviedo                     | Carlos Tartiere                                       | 30 500       |
| Ponferradina     | Ponferrada                 | El Toralín                                            | 8 400        |
| Racing Santander | Santander                  | El Sardinero                                          | 22 222       |
| Sporting Gijón   | Gijón                      | El Molinón                                            | 30 000       |
| Tenerife         | Santa Cruz de Tenerife     | Heliodoro Rodríguez López                             | 22 824       |
| Villarreal B     | Villarreal                 | Ciudad Deportiva Villarreal CF Estadio de la Ceramica | 5,000 23,000 |
| Zaragoza         | Zaragoza                   | La Romareda                                           | 33,608       |

## Classificação
| Pos | Equipe            | Pts | J  | V  | E  | D  | GP | GC | SG  | Classificação ou descenso                            |
| --- | ----------------- | --- | -- | -- | -- | -- | -- | -- | --- | ---------------------------------------------------- |
| 1   | Granada (C)       | 75  | 42 | 22 | 9  | 11 | 55 | 30 | +25 | Promoção à La Liga de 2023–24                        |
| 2   | Las Palmas        | 72  | 42 | 18 | 18 | 6  | 49 | 29 | +20 | Promoção à La Liga de 2023–24                        |
| 3   | Levante           | 72  | 42 | 18 | 18 | 6  | 46 | 30 | +16 | Play-offs de promoção                                |
| 4   | Alavés            | 71  | 42 | 19 | 14 | 9  | 47 | 33 | +14 | Play-offs de promoção                                |
| 5   | Eibar             | 71  | 42 | 19 | 14 | 9  | 45 | 36 | +9  | Play-offs de promoção                                |
| 6   | Albacete          | 67  | 42 | 17 | 16 | 9  | 58 | 47 | +11 | Play-offs de promoção                                |
| 7   | Andorra           | 59  | 42 | 16 | 11 | 15 | 47 | 37 | +10 |                                                      |
| 8   | Real Oviedo       | 59  | 42 | 16 | 11 | 15 | 34 | 35 | −1  |                                                      |
| 9   | Cartagena         | 58  | 42 | 16 | 10 | 16 | 47 | 49 | −2  |                                                      |
| 10  | Tenerife          | 57  | 42 | 14 | 15 | 13 | 42 | 37 | +5  |                                                      |
| 11  | Racing Santander  | 54  | 42 | 14 | 12 | 16 | 39 | 40 | −1  |                                                      |
| 12  | Burgos            | 54  | 42 | 13 | 15 | 14 | 33 | 35 | −2  |                                                      |
| 13  | Zaragoza          | 53  | 42 | 12 | 17 | 13 | 40 | 39 | +1  |                                                      |
| 14  | Leganés           | 53  | 42 | 14 | 11 | 17 | 37 | 42 | −5  |                                                      |
| 15  | Huesca            | 52  | 42 | 11 | 19 | 12 | 36 | 36 | 0   |                                                      |
| 16  | Mirandés          | 52  | 42 | 13 | 13 | 16 | 48 | 54 | −6  |                                                      |
| 17  | Sporting de Gijón | 50  | 42 | 11 | 17 | 14 | 43 | 48 | −5  |                                                      |
| 18  | Villarreal B      | 50  | 42 | 13 | 11 | 18 | 49 | 55 | −6  |                                                      |
| 19  | Málaga            | 44  | 42 | 10 | 14 | 18 | 37 | 44 | −7  | Zona de rebaixamento à Primera Federación de 2023–24 |
| 20  | Ponferradina      | 44  | 42 | 9  | 17 | 16 | 40 | 53 | −13 | Zona de rebaixamento à Primera Federación de 2023–24 |
| 21  | Ibiza             | 34  | 42 | 7  | 13 | 22 | 33 | 66 | −33 | Zona de rebaixamento à Primera Federación de 2023–24 |
| 22  | Lugo              | 31  | 42 | 6  | 13 | 23 | 27 | 57 | −30 | Zona de rebaixamento à Primera Federación de 2023–24 |

## Resultados
| Mandante \ Visitante | ALA | ALB | AND | BUR | CAR | EIB | GRA | HUE | IBI | LPA | LEG | LEV | LUG | MGA | MIR | OVI | PON | RAC | SPO | TFE | VIL | ZAR |
| -------------------- | --- | --- | --- | --- | --- | --- | --- | --- | --- | --- | --- | --- | --- | --- | --- | --- | --- | --- | --- | --- | --- | --- |
| Alavés               | —   | 0–0 | 0–0 | 1–0 | 0–0 | 2–0 | 1–1 | 2–1 | 4–2 | 1–1 | 2–1 | 0–2 | 0–0 | 2–1 | 1–0 | 2–1 | 3–1 | 3–0 | 0–0 | 1–0 | 2–0 | 1–0 |
| Albacete             | 1–1 | —   | 1–1 | 0–0 | 1–1 | 3–1 | 1–2 | 2–1 | 4–0 | 1–2 | 1–0 | 2–3 | 2–0 | 3–2 | 2–1 | 1–0 | 0–1 | 2–1 | 2–1 | 1–1 | 0–0 | 0–0 |
| Andorra              | 0–1 | 0–1 | —   | 0–1 | 0–1 | 2–0 | 1–0 | 1–0 | 2–2 | 0–0 | 1–1 | 3–1 | 4–0 | 1–0 | 0–1 | 3–1 | 3–0 | 0–1 | 1–0 | 1–0 | 4–3 | 0–1 |
| Burgos               | 3–0 | 1–1 | 2–1 | —   | 1–0 | 1–2 | 1–3 | 1–1 | 2–0 | 0–0 | 0–3 | 0–0 | 0–1 | 1–0 | 2–1 | 0–0 | 2–2 | 2–1 | 0–0 | 0–1 | 1–0 | 2–2 |
| Cartagena            | 1–1 | 2–1 | 0–3 | 0–0 | —   | 2–1 | 0–0 | 0–0 | 2–0 | 1–4 | 1–2 | 1–2 | 2–0 | 2–1 | 1–0 | 2–1 | 2–3 | 0–3 | 2–1 | 0–1 | 0–1 | 1–0 |
| Eibar                | 0–0 | 1–1 | 0–0 | 1–0 | 0–3 | —   | 4–0 | 2–1 | 1–0 | 0–1 | 0–0 | 1–1 | 1–0 | 2–1 | 0–0 | 1–0 | 1–0 | 2–1 | 2–2 | 2–1 | 2–0 | 1–1 |
| Granada              | 3–1 | 4–0 | 2–0 | 1–0 | 1–0 | 1–1 | —   | 0–0 | 2–0 | 2–1 | 2–0 | 0–0 | 2–0 | 1–0 | 2–1 | 1–0 | 2–2 | 2–0 | 5–0 | 2–0 | 3–0 | 1–0 |
| Huesca               | 0–1 | 1–1 | 1–0 | 2–1 | 2–3 | 0–1 | 1–1 | —   | 3–0 | 1–0 | 1–0 | 3–0 | 1–1 | 1–0 | 1–0 | 1–1 | 1–1 | 0–0 | 0–0 | 1–1 | 1–0 | 1–1 |
| Ibiza                | 1–1 | 0–5 | 0–1 | 2–0 | 2–2 | 1–2 | 0–2 | 2–2 | —   | 1–2 | 0–2 | 1–2 | 3–2 | 1–1 | 1–1 | 1–2 | 1–1 | 1–0 | 1–3 | 1–0 | 0–0 | 1–0 |
| Las Palmas           | 0–0 | 1–2 | 2–0 | 0–2 | 1–0 | 1–1 | 2–0 | 1–0 | 0–0 | —   | 1–0 | 0–0 | 3–0 | 2–2 | 2–1 | 0–1 | 2–0 | 1–1 | 1–1 | 3–1 | 1–1 | 0–0 |
| Leganés              | 1–2 | 1–2 | 1–1 | 0–0 | 1–3 | 2–1 | 1–0 | 2–1 | 0–1 | 0–0 | —   | 2–2 | 1–0 | 1–0 | 2–2 | 0–1 | 2–1 | 0–0 | 1–0 | 2–1 | 1–0 | 2–1 |
| Levante              | 2–0 | 0–0 | 1–0 | 1–0 | 0–1 | 0–0 | 3–1 | 0–0 | 0–0 | 1–1 | 2–1 | —   | 3–1 | 1–0 | 1–2 | 2–1 | 0–0 | 0–1 | 1–0 | 2–0 | 4–1 | 1–1 |
| Lugo                 | 1–2 | 1–2 | 2–2 | 2–0 | 1–1 | 0–2 | 1–0 | 1–2 | 0–0 | 0–1 | 1–0 | 1–1 | —   | 0–2 | 0–0 | 0–0 | 0–0 | 1–1 | 0–1 | 0–0 | 1–2 | 0–0 |
| Málaga               | 1–0 | 1–2 | 0–0 | 1–1 | 1–0 | 0–1 | 1–1 | 0–0 | 1–1 | 0–4 | 2–0 | 0–0 | 3–2 | —   | 2–0 | 0–1 | 1–0 | 0–1 | 1–1 | 1–1 | 1–1 | 3–0 |
| Mirandés             | 1–3 | 4–2 | 1–1 | 2–1 | 2–1 | 2–3 | 1–3 | 1–1 | 2–2 | 3–3 | 0–0 | 0–1 | 2–0 | 1–3 | —   | 1–0 | 2–1 | 1–1 | 1–1 | 1–0 | 2–1 | 2–0 |
| Oviedo               | 1–0 | 1–1 | 0–1 | 0–1 | 1–3 | 1–1 | 1–0 | 0–1 | 0–1 | 0–0 | 1–0 | 1–1 | 2–1 | 1–0 | 1–0 | —   | 3–2 | 1–0 | 1–0 | 0–0 | 0–1 | 2–1 |
| Ponferradina         | 1–0 | 1–1 | 1–4 | 1–2 | 0–3 | 0–1 | 0–0 | 1–0 | 2–1 | 0–1 | 0–1 | 0–0 | 1–0 | 2–0 | 0–0 | 1–1 | —   | 1–1 | 1–3 | 2–2 | 2–1 | 1–2 |
| Racing Santander     | 1–1 | 4–1 | 2–1 | 0–1 | 3–1 | 1–0 | 1–0 | 1–1 | 1–0 | 0–0 | 2–1 | 0–1 | 0–1 | 0–0 | 1–2 | 0–1 | 1–1 | —   | 2–0 | 1–1 | 0–2 | 1–0 |
| Sporting Gijón       | 0–0 | 2–2 | 4–1 | 0–0 | 0–0 | 2–0 | 1–0 | 1–1 | 2–1 | 0–1 | 2–2 | 1–1 | 3–1 | 0–0 | 3–4 | 1–1 | 1–4 | 0–2 | —   | 1–0 | 3–1 | 1–0 |
| Tenerife             | 2–1 | 1–0 | 1–1 | 2–1 | 0–0 | 0–1 | 2–0 | 2–0 | 4–0 | 4–1 | 1–0 | 1–0 | 1–1 | 3–1 | 1–0 | 0–1 | 0–0 | 1–0 | 1–1 | —   | 1–1 | 0–2 |
| Villarreal B         | 1–0 | 1–2 | 1–0 | 0–0 | 5–2 | 2–2 | 0–2 | 0–0 | 1–0 | 0–1 | 0–0 | 2–3 | 3–1 | 1–2 | 3–0 | 2–1 | 2–2 | 2–1 | 2–0 | 2–2 | —   | 2–3 |
| Zaragoza             | 1–4 | 1–1 | 0–2 | 0–0 | 2–0 | 0–0 | 1–0 | 3–0 | 2–1 | 1–1 | 3–0 | 0–0 | 1–2 | 1–1 | 0–0 | 1–1 | 0–0 | 4–1 | 1–0 | 1–1 | 2–1 | —   |

## Playoffs de promoção

### Esquema
|  | Semifinais | Semifinais | Semifinais | Semifinais |   |        | Final | Final | Final | Final |
|  |            |            |            |            |   |        |       |       |       |       |
|  | Eibar      | 1          | 0          | 1          |   |        |       |       |       |       |
|  | Alavés     | 1          | 2          | 3          |   |        |       |       |       |       |
|  | Alavés     | 1          | 2          | 3          |   | Alavés | 0     | 1     | 1     |       |
|  |            |            |            |            |   | Alavés | 0     | 1     | 1     |       |
|  |            | Levante    | 0          | 0          | 0 |        |       |       |       |       |
|  | Albacete   | Levante    | 0          | 0          | 0 | 1      | 0     | 1     |       |       |
|  | Albacete   |            |            |            |   | 1      | 0     | 1     |       |       |
|  | Levante    | 3          | 3          | 6          |   |        |       |       |       |       |

### Semifinal

#### Jogos de ida
| 3 de junho de 2023 | Eibar           | 1 – 1     | Alavés   | Estádio Municipal de Ipurua, Eibar |
| 17:30 (UTC+1)      | Stoichkov 45+1' | Relatório | Sylla 9' | Árbitro: ESP David Galvez Rascon   |

| 3 de junho de 2023 | Albacete   | 1 – 3     | Levante                               | Estádio Carlos Belmonte, Albacete  |
| 20:00 (UTC+1)      | Djetei 18' | Relatório | de Frutos 30', 56' · Djetei 34' (g.c) | Árbitro: ESP Mateo Busquets Ferrer |

#### Jogos de volta
| 7 de junho de 2023 | Levante                       | 3 – 0     | Albacete | Estádio Cidade de Valência, Levante     |
| 20:00 (UTC+1)      | Brugué 20', 40' · Soldado 83' | Relatório |          | Árbitro: ESP Jon Ander Gonzalez Esteban |

| 8 de junho de 2023 | Alavés                      | 2 – 0     | Eibar | Estádio de Mendizorroza, Vitoria-Gasteiz |
| 20:00 (UTC+1)      | Rebbach 1' · Villalibre 88' | Relatório |       | Árbitro: ESP Adrian Cordero Vega         |

### Final
Ida
| 11 de junho de 2023 | Alavés | 0 – 0     | Levante | Estádio de Mendizorroza, Vitoria-Gasteiz |
| 20:00 (UTC+1)       |        | Relatório |         | Árbitro: ESP Victor García Verdura       |

Volta
| 17 de junho de 2023 | Levante | 0 – 1 (pro) | Alavés                  | Estádio Cidade de Valência, Levante    |
| 20:00 (UTC+1)       |         | Relatório   | Villalibre 120+9' (pen) | Árbitro: ESP Francisco Hernandez Maeso |

## Estatísticas

### Artilharia
| Pos. | Jogador          | Clube    | Gols |
| ---- | ---------------- | -------- | ---- |
| 1    | Myrto Uzuni      | Granada  | 23   |
| 2    | Raúl García      | Mirandés | 19   |
| 3    | Sinan Bakış      | Andorra  | 12   |
| 3    | Stoichkov        | Eibar    | 12   |
| 5    | Enric Gallego    | Tenerife | 11   |
| 5    | Higinio Marín    | Albacete | 11   |
| 7    | Rubén Castro     | Málaga   | 10   |
| 7    | Jonathan Dubasin | Albacete | 10   |
| 7    | Luis Rioja       | Alavés   | 10   |